# فولفرام فريهر فون ريختهوفن
هو المهندس د.فولفرام فريهر فون ريتشهوفن من ضباط (القوات الجوية الألمانية) خلال الحرب العالمية الثانية. ولد في عام 1895 من النبلاء البروسيين، ونشأ في عائلة غنية. بعد اكمال تعليمه الثانوي اختار الانضمام إلى الجيش الألماني في سن الثامنة عشر، بدلا من اختيار التعليم الأكاديمي.
خلال اندلاع الحرب العالمية الأولى، حارب في الجبهة الغربية، نال بها الوسام الصليبي من الدرجة الثانية. نقل فون إلى الجبهة الشرقية في عام 1915، حيث مكث حتى عام 1917. خرجت من عائلة فون ريشتهوفن عدة شخصيات مرموقة من شأنها أن تصبح مشهورة خلال الحرب الأولى.

## وفاته
عانى ريشتهوفن من الصداع والإرهاق وتم تشخيص وجود ورم في المخ. أخذ إجازة طبية وأُرسل إلى المشفى. في 27 تشرين الأول 1944، أشرف على علاج فون ريشتهوفن الجراح الدكتور فيلهلم تونس. كان تونس، وهو أستاذ سابق في جامعة فورتسبورغ، واحدا من المتخصصين الألمانيين. في البداية كان يعتقد أن العملية كانت ناجحة، ولكن الورم كان قد أوقف نشاطه. في نوفمبر عام 1944، حالته تدوهرت بشكل مطرد في عام 1945. ويعتقد أنه من المرجح أن البروفيسور تونس أجرى له العملية الثانية، ولكن الورم قد تطور وتجاوز الأمل في بقاء فريهر على قيد الحياة. استسلمت ألمانيا في 8 مايو 1945. وقد أحتل المشفى على يد الجيش الأمريكي الثالث وأصبح فون ريشتهوفن أسير حرب. توفي ولفرام فون ريشتهوفن في 12 يوليو 1945.

## روابط خارجية
- فولفرام فريهر فون ريختهوفن على موقع مونزينجر (الألمانية)